# Lingenga Liyoko
Catherine Lingenga Liyoko est une joueuse congolaise (RDC) de basket-ball née le 5 décembre 1960 à Mbandaka.

## Carrière
À 15 ans, je venais d’arriver dans l’équipe nationale et on était championnes d’Afrique. Tout le monde parlait de moi : « voilà la grande jeune joueuse, qu’est-ce qu’elle va donner plus tard ? »… C’était trop pour moi, pour mon âge.

### En club
Lingenga Lyoko a commencé sa carrière dans le basketball en 1974, rejoignant les petits clubs de la capitale alors qu’elle avait 14 ans, où elle joue au championnat senior juste un mois après avoir commencée les entraînements. En 1980, elle a rejoint le BC Tourbillon où elle a brillé en remportant la Coupe du Zaïre à six reprises en 1982, 1983, 1986, 1987, 1988, 1989 et à son retour en 1992. 
En 1987, elle a réalisé un triplé historique en remportant le championnat de Kinshasa, la Coupe du Zaïre et la Coupe d’Afrique des Clubs Champions, battant les camerounaises de l'ONCPB en finale. En 1989, elle a marqué les esprits en réalisant un quadruplé inédit sur le continent, championne de Kinshasa, vainqueur de la Coupe du Zaïre, victorieuse de la Coupe d’Afrique Centrale et triomphante de la Coupe d’Afrique des Clubs Champions en battant les sénégalaises de Dakar UC en finale.
En 1989, elle a évolué en France en 6ème division avec Lilas. En 1991, après son retour au Zaïre, elle a remporté la Coupe d’Afrique Centrale en 1992 et 1995 avant de quitter définitivement le Zaïre pour retourner en France où elle a joué successivement à Bagnolet en D5, puis à Perpignan en D4, avant de terminer sa carrière chez Villejuif.
Après sa retraite sportive, elle a entraîné l’équipe de Vitry et a ensuite été élue présidente d’un club nommé la Main d’Or en 2017.

### En selection nationale
Elle a été sélectionnée pour la première fois en 1977 lors des Jeux d’Afrique Centrale à Libreville alors qu’elle avait seulement 16 ans. Et le Zaïre a remporté la médaille de Bronze. Elle a participé à la Coupe d’Afrique en 1981 à l’âge de 21 ans où le Zaïre a atteint la finale mais s’est incliné face au Sénégal. En 1983, elle a remporté avec le Zaïre la Coupe d’Afrique pour la première fois en battant le Sénégal en finale. Elle a également participé à la Coupe du Monde de 1983 au Brésil où le Zaïre n’a remporté aucun match,. En 1984, lors de la finale de la Coupe d’Afrique contre le Sénégal qui s’est terminée de manière controversée après une bagarre générale, le titre a été attribué au Sénégal par la FIBA.
En 1986, lors de la Coupe d’Afrique au Mozambique, elle a remporté sa deuxième Coupe d’Afrique. En 1987, elle a obtenu la médaille d’or aux Jeux d’Afrique Centrale à Brazzaville et plus tard aux Jeux Africains à Nairobi. Elle a participé aux premiers Jeux de la Francophonie en 1989 au Maroc.
Elle remporte la Coupe d’Afrique 1994 en Afrique du Sud et dispute la Coupe du Monde1983 où le Zaïre termine 14e et celui de 1990, terminant 15e,.

## Palmarès

### En club

#### BC Tourbillon
- Championne d’Afrique
  - Championne (2):1987 et 1989[8]
- Coupe du Zaïre
  - Championne (6) : 1982, 1983, 1986, 1987, 1988, 1989 et 1992
- Coupe d’Afrique Centrale 
  - Championne (3) : 1989, 1992 et 1995
- Liprobakin
  - Vainqueur (6) : 1981, 1982, 1985, 1987, 1989 et 1992

#### Bagnolet
- Régionale féminine séniors Division 2
- Championne (1) : 1996

#### Perpignan
- Prénationale Féminine
- Championne (1) : 1997

### En Sélection
- Coupe d'Afrique
  - Championne (3) : 1983, 1986 et 1994
- Jeux d’Afrique Centrale
  - Championne (1) : 1987
- Jeux africains
  - Championne (1) : 1987

### Distinctions personnelles
- Médaille de mérite de la chancellerie en 1983
- Panier d'Or prix FIBA décerné à la fin de sa carrière